# Tobias Oesterreicher
Ludwig Tobias Jakob Oesterreicher, ab 1872 von Oesterreicher, 1874 Freiherr von Oesterreicher (* 13. Juni 1831 in Piesling; † 26. August 1893 in Wien) war ein österreichischer Marineoffizier.

## Leben
Oesterreicher studierte an der polytechnischen Schule in Wien und trat nach Absolvierung der nautischen Schule in Triest 1848 als Seekadett in die österreichische Kriegsmarine ein. Er nahm an den Feldzügen 1848/49 teil und wurde 1851 zum Fregattenfähnrich, 1857 zum Schiffsleutnant befördert. 1864/65 war er als Fregattenkapitän zum Hafenadmiralat in Venedig kommandiert. 1866 nahm er als Fregattenkapitän und Befehlshaber des Raddampfers  Kaiserin Elisabeth unter Admiral Wilhelm Tegethoff an der Seeschlacht bei Lissa teil und wurde mit dem Ritterkreuz des Leopold-Ordens ausgezeichnet. 1872 wurde er nobilitiert, 1874 in den Freiherrenstand erhoben.
Von 1876 bis 1881 leitete Oesterreicher die fotografischen Küstenaufnahmen des Adriatischen Meeres, die als Grundlage für ein neues Kartenwerk dienten. Später wurde er Kommandant der Korvette Friedrich, mit der er die Welt umsegelte. Von 1876 bis 1881 war er Vorstand der II. Gruppe (technische Angelegenheiten) der Marinesektion im österreichischen Kriegsministerium. 1882 trat er unter Verleihung des Titels und Charakters eines Konteradmirals in den Ruhestand.
Oesterreicher starb während eines Aufenthalts in Wien und fand auf dem dortigen Zentralfriedhof seine letzte Ruhestätte.

## Auszeichnungen
- Ritterkreuz des Leopold-Ordens
- Eiserner Kronen-Orden II. Klasse (1873)

## Werke (Auswahl)
- Die oesterreichische Küstenaufnahme im adriatischen Meere (1873, Digitalisat)
- Aus fernem Osten und Westen (1879)